# Ba (Serbia)
Ba (cyr. Ба) – wieś w Serbii, w okręgu kolubarskim, w gminie Ljig. W 2011 roku liczyła 477 mieszkańców.